# Aril

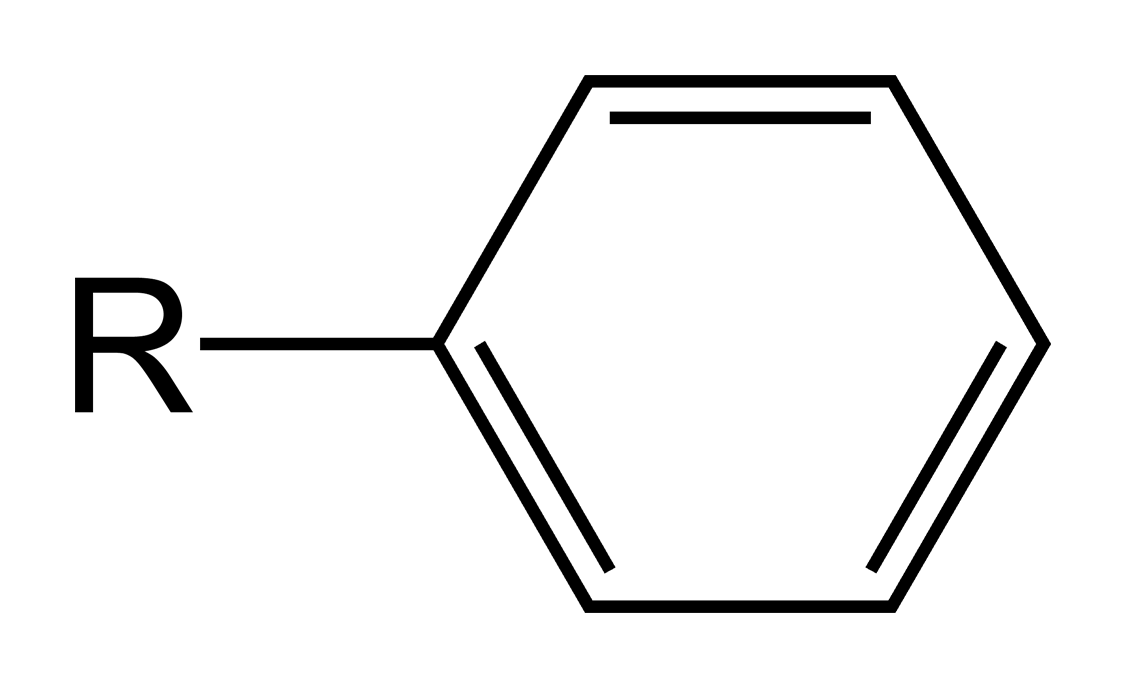
Grupa fenil este cea mai simplă grupă aril; „R” reprezintă o grupă funcțională.

În chimia organică, arilul este o grupă funcțională sau substituent derivat de la un nucleu aromatic, de obicei de la o hidrocarbură aromatică, fie el fenil, naftil, tienil, indolil, etc. De obicei, abrevierea Ar se mai folosește în cadrul formulelor pentru reprezentarea acestei grupe.